# Murder Most Foul (canción)
«Murder Most Foul» es un sencillo del músico estadounidense Bob Dylan, publicado el 27 de marzo de 2020. La canción aborda el asesinato de John F. Kennedy en el contexto de la historia política y cultural estadounidense. En un comunicado publicado con la canción, Dylan indicó que "Murder Most Foul" era un regalo a sus seguidores por su apoyo y lealtad a lo largo de los años, algo visto por algunos críticos dentro del contexto de la pandemia provocada por la Covid-19. «Murder Most Foul» se convirtió en la primera canción de Dylan en alcanzar el primer puesto en una lista de Billboard.

## Publicación
La canción fue lanzada inesperadamente el 27 de marzo de 2020 en el canal de YouTube del músico. Su lanzamiento supuso la primera canción original de Dylan en ocho años, desde el lanzamiento de Tempest en 2012. Con casi diecisiete minutos de duración, es la canción más larga del catálogo de Dylan, superando «Highlands», que dura 16 minutos y 31 segundos.

## Posición en listas
| Lista (2020)                           | Posición |
| -------------------------------------- | -------- |
| Escocia (Scottish Singles Sales Chart) | 7        |
| Reino Unido (UK Download Chart)        | 6        |
| Estados Unidos (Digital Songs)         | 8        |
| US Rock Digital Song Sales (Billboard) | 1        |